# Zum Laub
Das Gasthaus Zum Laub ist ein unter Denkmalschutz stehendes historisches Wirtshaus in Berghausen, einem Ortsteil von Pfinztal im Landkreis Karlsruhe.
Es wurde 1558 von Hans Jakob Becker erbaut und befindet sich seit 18 Generationen in Familienbesitz. Viele Berühmtheiten, darunter Napoléon Bonaparte und Hans Thoma, waren im Lauf der Jahrhunderte zu Gast.